# Nordisch-Baltisches Chorfestival
Das Nordisch-Baltische Chorfestival (offiziell englisch Nordic-Baltic Choral Festival) ist ein seit 1995 in der Regel alle zwei Jahre stattfindendes internationales Chorfestival, das abwechselnd von einem nationalen Chorverband eines baltischen oder nordischen Landes veranstaltet wird. An jedem Festival haben bisher mehrere tausend Sängerinnen und Sänger teilgenommen.
Die Idee eines Festivals mit Chören aus allen Teilen Nordeuropas ging auf den lettischen Dirigenten Imants Kokars zurück. Teilnahmeberechtigt sind ausschließlich Chöre aus nordischen oder baltischen Ländern.

## Veranstaltungen
- 1. Festival: Juli 1995, Riga (Lettland)
- 2. Festival: 1997, Visby/Gotland (Schweden)
- 3. Festival: 2000, Skien (Norwegen)
- 4. Festival: 2002, Klaipėda (Litauen)
- 5. Festival: 5. bis 10. August 2008, Tartu (Estland)
- 6. Festival: 17. bis 22. August 2010 Reykjavík (Island)
- 7. Festival: 22. bis 25. August 2012, Helsinki (Finnland)
- 8. Festival: 25. bis 28. Juni 2015, Riga (Lettland)
- 9. Festival: geplant 2019 in Schweden

In Anlehnung daran veranstaltet der Nordische Sängerverband seit 2006 alle fünf Jahre ein eigenes Männerchor-Festival (engl. Nordic-Baltic Male Choir Festival):
- 1. Festival: 25.–27. Mai 2006, Tallinn (Estland)
- 2. Festival: 15.–17. Juni 2012, Tartu (Estland)
- 3. Festival: 12.–14. Mai 2016, Reykjavík (Island)
- 4. Festival: 17.–19. April 2020, Helsinki (Finnland)